# 360安全浏览器
360安全浏览器（360浏览器）是360安全中心推出一款基于IE和Chromium的双核浏览器，是世界之窗开发者凤凰工作室和360安全中心合作编写的软件，其沙盘安全技术是与Sandboxie合作并共同开发的。

## 基本功能
極速模式是Chromium內核，兼容模式是IE內核。

## 市场占有率
2014年9月2日，根据CNZZ数据中心的统计，360安全浏览器在中国大陆市占率达到27.84%，仅次于Internet Explorer的36.62%。
2021年12月，360浏览器在中国大陆的桌面端中所佔比例为22.02%。

## 參看
- 360极速浏览器
- 猎豹安全浏览器
- QQ浏览器
- 世界之窗浏览器